# Escudo de Arnes

Representación del escudo de armas de Arnes.

El escudo de armas de Arnes se describe, según la terminología precisa de la heráldica, por el siguiente blasón:

De gules, 2 colmenas de oro puestas en faja, acompañadas al jefe de una cruz de Malta de plata.

La composición está formada por tanto, sobre un fondo de color rojo, por dos figuras de colmena en su parte central, de color amarillo, y el emblema de la Orden de San Juan de Jerusalén, en su parte superior.
El diseño del conjunto suele presentarse en un contorno en forma de cuadrado apoyado sobre una de sus aristas (escudo de ciudad), y acompañado en la parte superior de un timbre según la configuración muy difundida en Cataluña al haber sido adoptada por la administración en sus recomendaciones para el diseño oficial.
Este blasón fue aprobado oficialmente por la Generalidad de Cataluña por decreto de 10 de abril de 1984 y publicado en el DOGC el 8 de junio del mismo año con el número 441.
La composición tiene un carácter parlante y evocativo. Así, las dos colmenas, denominadas arnes o ruscs en catalán, remiten directamente al topónimo. La cruz de Malta evoca la historia de la juridisción de Arnes, que perteneció a una encomienda de la  Orden del Temple  hasta su disolución en 1312, momento en el que pasó a los caballeros del orden del Hospital de San Juan de Jerusalén. 